# Tsvetelina Penkova
Tsvetelina Marinova Penkova (búlgaro: Цветелина Маринова Пенкова, nascida em 19 de fevereiro de 1988) é uma política búlgara que é deputada ao Parlamento Europeu desde as eleições de 2019.
No parlamento, Penkova passou a fazer parte da Comissão do Controlo Orçamental, da Comissão da Indústria, da Investigação e da Energia e da Comissão do Desenvolvimento Regional.
Além das suas atribuições na comissão, ela faz parte da delegação do parlamento à Comissão Parlamentar de Estabilização e Associação UE-Sérvia. Ela também é membro do European Internet Forum.